# Lindernia hirta
Lindernia hirta é uma espécie botânica do gênero Lindernia pertencente à família Linderniaceae.